# Abborrakärr
Abborrakärr är en sjö i Marks kommun i Västergötland och ingår i Viskans huvudavrinningsområde.